# Jerzy Dobrowolski (aktor)
Jerzy Dobrowolski (ur. 15 marca 1930 w Warszawie, zm. 17 lipca 1987 tamże) – polski satyryk, dramaturg, aktor i reżyser.

## Twórczość

### Teatralna
W 1954 ukończył studia na PWST w Warszawie. W latach 1948–1950 występował w Teatrze Młodego Widza we Wrocławiu, następnie  w latach 1954–1984 w teatrach warszawskich: Ludowym, Narodowym, Współczesnym, Dramatycznym i Rozmaitości, w który występował najdłużej.  
Reżyserował spektakle teatralne (Teatr im. J. Szaniawskiego w Płocku, 1982–1983) oraz radiowe (Polskie Radio, 1984–1987).

### Kabaretowa
Jerzy Dobrowolski znany jest przede wszystkim ze swojej twórczości satyrycznej i kabaretowej. Stworzył jedne z pierwszych powojennych kabaretów: Kabaret Koń i Kabaret Owca. W późniejszych latach występował samodzielnie lub z innymi kabaretami, np. z Elitą.

### Radiowa
Był także aktorem radiowym. Uczestniczył w niezliczonej ilości słuchowisk radiowych nadawanych głównie w Radiowej Trójce (m.in. Ilustrowany Tygodnik Rozrywkowy i kabaret „Decybel”). Był najważniejszym głosem w słuchowiskach autorstwa Marii Czubaszek, w których występował m.in. z Ireną Kwiatkowską, Barbarą Wrzesińską, Bohdanem Łazuką, Wojciechem Pokorą, Marianem Kociniakiem i Piotrem Fronczewskim; wiele z tych słuchowisk reżyserował.

### Filmowa i telewizyjna
Wystąpił w kilkunastu filmach, głównie w charakterystycznych rolach drugoplanowych.
Choć występował głównie w komediach, to w spektaklu telewizyjnym Kłopoty to moja specjalność (1977) w reżyserii Marka Piwowskiego zagrał rolę serio – detektywa Philipa Marlowe'a.

## Przypisy

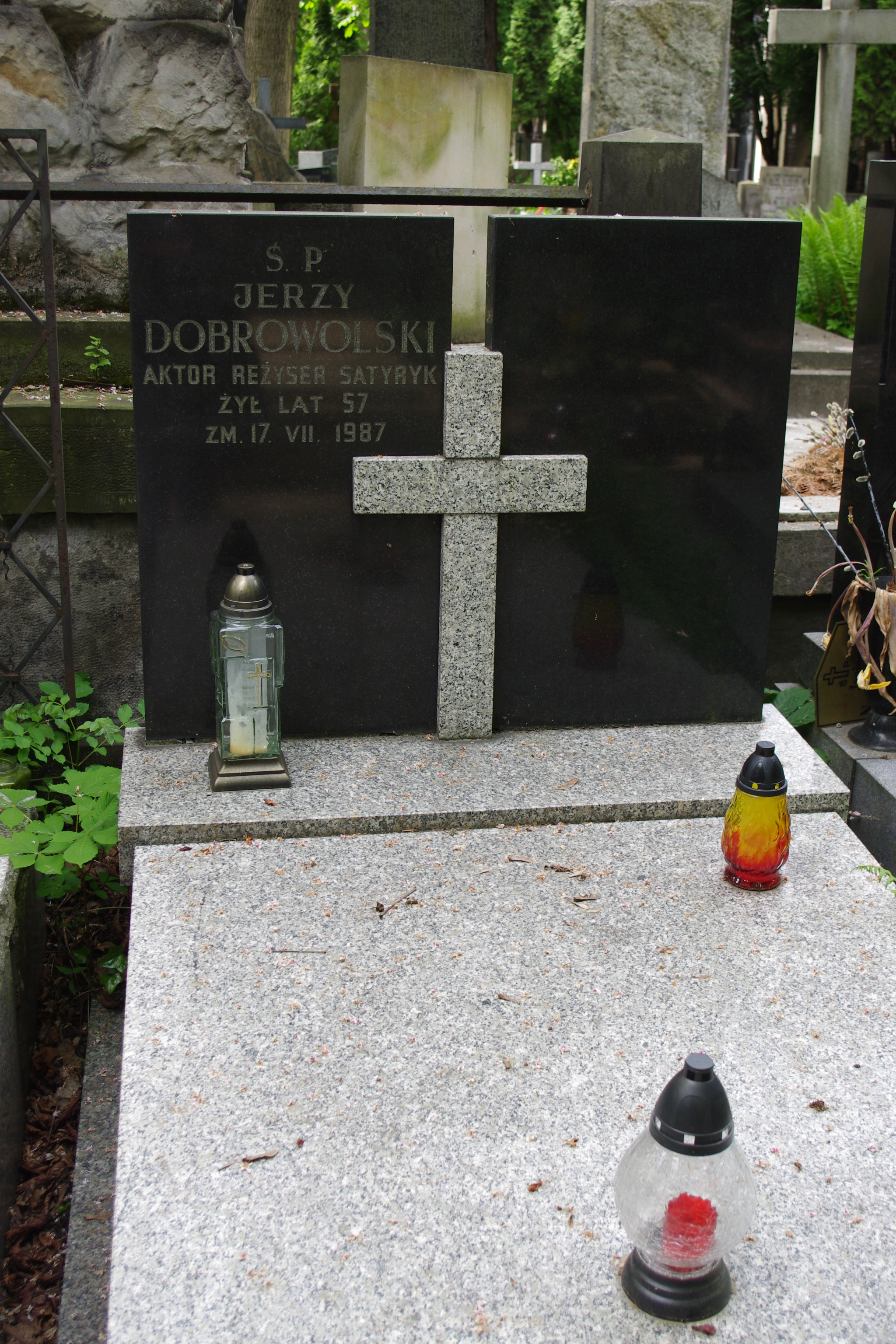
Grób Jerzego Dobrowolskiego na Starych Powązkach w Warszawie

## Życie prywatne
Był synem Władysława Dobrowolskiego – majora Wojska Polskiego, szermierza, brązowego medalisty olimpijskiego w szabli drużynowo z igrzysk w Los Angeles (1932).
Dwukrotnie żonaty; z pierwszą żoną miał córkę Dominikę, małżeństwo zakończyło się rozwodem. Jego drugą żoną była aktorka, Jolanta Zykun, z którą miał córkę, Aleksandrę.
Cierpiał na chorobę alkoholową. Zmarł na uchyłkowe zapalenie jelit. Pochowany na Starych Powązkach w Warszawie (kwatera 170-3-6). 

## Upamiętnienie
W 1999 nakręcono film dokumentalny o Dobrowolskim – Pasażer na gapę.

## Wybrana filmografia
- Piątka z ulicy Barskiej (1953) jako student
- Awantura o Basię (1959) jako fotograf
- Zezowate szczęście (1960) jako protokolant w więzieniu
- Rozwodów nie będzie (1964) jako fotograf (nowela I)
- Paryż – Warszawa bez wizy (1967)
- Stawka większa niż życie (1968) jako rykszarz (odc. 3)
- Nowy (1969) jako naciągacz pod biurem zatrudnienia
- Jak zdobyć pieniądze, kobietę i sławę (1969) jako reporter
- Hydrozagadka (1970) jako tłumacz „żon maharadży”
- Dziura w ziemi (1970) jako Józef Gibasiewicz, zastępca przew. Powiatowej RN[5]
- Rejs (1970) jako pasażer bez biletu
- Kłopotliwy gość (1971) jako kierownik wydziału lokalowego Powiatowej RN[6]
- Motodrama (1971) jako prezes klubu motorowego
- Poszukiwany, poszukiwana (1972) jako wieczny dyrektor
- Nie ma róży bez ognia (1974) jako Jerzy Dąbczak, były mąż Wandy
- Czterdziestolatek (1974) jako fotoreporter „Życia Warszawy” (odc. 4)
- Kłopoty to moja specjalność (1977) jako Philip Marlowe